# Метро станица
Метро станица је подземна железничка станица. Постоје и метро станице са више нивоа, када се ради о станици са две или више метро линија које пролазе кроз њу.
Станице на линијама метроа имају вишеструку функцију – формирају просторе за повезивање подземне железнице са надземним транспортним системима, омогућавају лак приступ путника до и од возила, као и ефикасну контролу и прихватају додатне урбанистичке и саобраћајне функције, као што су паркинзи, пословни и комерцијални простори и друго.
Повезивање подземне железнице са традиционалним системима јавног превоза подразумева да се на површини обезбеди ефикасна веза. У надземном делу, станице су одвојене од уличних површина улазом у нивоу улице. Станични перони су денивелисани у сагласности са метро линијом.

## Системи за регулисање путничког саобраћаја на станицама
Да би све функционисало, морају бити успостављени одређени системи, као прво, куповина карата, која мора бити поједностављена и, вероватно, аутоматизована. Затим системи поништавања и контроле карата, такође аутоматизовани и организовани на такав начин да могу да обраде велике количине путника за кратко време.
Информисаност путника је веома битна. С обзиром на то да је метро лоциран под земљом, једини начин оријентације путника у простору је преко визуелних и звучних информација уграђених у метро систем. Ове информације морају бити јасне и лако читљиве да би се избегао осећај збуњености код путника и убрзао њихов проток.
Најчешће постоји неколико улаза у метро станицу, које уједно лишавају ризика прелазак улице с једне на другу страну. У неким случајевима, метро станице могу бити повезане за важнијим зградама (робне куће, важне институције итд.). 
Додатно, метро станице се пројектују тако да обезбеде организовано усмеравање путника кроз станичне објекте, пешачке прилазе, пролазе, ескалаторе, лифтове. Станични перони представљају кључни део станице јер се на њима обавља укрцавање и искрцавање путника. Морају бити тако организовани да омогуће брзу и безбедну размену путника. Пре свега, перон се налази тачно на висини улаза у воз. Дужина перона одговара дужини највећег возног састава увећаној за 2-4m. Ширина произилази из предвиђеног капацитета путника. Минимална ширина за бочне пероне је 3.5m, а за средишне 8-12m. За приступе перонима до висине од 4m примењују се степеништа, од 4-8m степеништа и ескалатори, а преко 8m само ескалатори. Пожељно је обезбедити и лифтове за старе и болесне људе и инвалиде.

## Означавање метро станица
На улазу у станицу, на улици, лого метро компаније чија је станица означава улаз у станицу – најчешће велико слово „М“. (у Лондонском метроу, лого за подземну железницу је круг са натписом Undergound на средини).

## Архитектура метро станица
Неки системи подземне железнице, као што су они у Монтреалу, Стокхолму и Москви, су познати по њиховој прелепој архитекутури и јавним уметничким сликама и мозаицима.